# Município de Gilead (condado de Morrow, Ohio)
Localização do Ohio nos E.U.A.
O município de Gilead (em inglês: Gilead Township) é um município localizado no condado de Morrow no estado estadounidense de Ohio. No ano de 2010 tinha uma população de 6.112 habitantes e uma densidade populacional de 68,98 pessoas por km².

## Geografia
O município de Gilead encontra-se localizado nas coordenadas 40° 33′ 14″ N, 82° 49′ 54″ O. Segundo a Departamento do Censo dos Estados Unidos, o município tem uma superfície total de 88.6 km², da qual 88.46 km² correspondem a terra firme e (0.16%) 0.15 km² é água.

## Demografia
Segundo o censo de 2010, tinha 6.112 pessoas residindo no município de Gilead. A densidade populacional era de 68,98 hab./km².